# Roly Paniagua
Roly Paniagua Cabrera (Santa Cruz de la Sierra, 14 de noviembre de 1966) es un exfutbolista boliviano que jugaba como delantero. Desarrolló toda su carrera profesional en Bolivia.

## Biografía
Sus padres son Guillermo Paniagua y Delicia Cabrera. Una vez que se retiró, realizó otras actividades relacionadas con el fútbol, enseñando el deporte en instituciones privadas y públicas. Tiene tres hijos, Alejandra, Ana Sofía y Roly

## Estilo de juego
Era un delantero dotado de una gran técnica y velocidad.

## Trayectoria

### Inicios
Se formó como futbolista en la Academia Tahuichi Aguilera, al igual que otros importantes jugadores del fútbol Boliviano, como Marco Antonio Etcheverry, Erwin Sánchez y Juan Manuel Peña entre otros.

### Blooming
Se unió al Club Blooming de su ciudad natal de Santa Cruz de la Sierra el año 1983, donde obtuvo el campeonato en 1984, jugó la Copa Libertadores 1985 en donde jugó 7 partidos y marcó 2 goles haciendo un total de 185 partidos jugados y 32 goles con la Academia Cruceña.

### Real Santa Cruz
En 1990 fue transferido a Real Santa Cruz donde jugó 20 partidos y anotó 4 goles

### Orcobol
En 1991 es fichado por el Club Orcobol donde jugó sólo 8 partidos sin anotar ningún gol.

### Retorno a Blooming
En 1992 vuelve a Blooming donde jugó 43 partidos y marcó 7 goles.

### San José
Luego de no tener cabida y tener problemas con el técnico en 1995 es fichado por el Club San José donde obtuvo el campeonato en 1995,  donde jugó 63 partidos y anotó 32 goles, participó de la Copa Libertadores 1996 donde anotó un gol y paso a los octavos de final en donde quedaron eliminados ante el Barcelona de Ecuador.

### Oriente Petrolero
Luego Paniagua fue fichado por Oriente Petrolero a mediados de 1996, jugó la Copa Libertadores 1997, donde quedaron eliminados en los Octavos de final ante el equipo de Universidad Católica, jugó 8 partidos y anotó 4 goles en la libertadores, haciendo un total 27 partidos jugados y 8 goles.

### Blooming
Vuelve a Blooming el año 1998 este año se agrega un hecho histórico Paniagua, integrante de aquel campeón del 84, vuelve a celebrar un título con la celeste donde obtuvo el título en 1998 luego de 14 años, Roly había jugando 34 partidos y anotando 3 goles, convirtiéndose en bicampeón con Blooming.

### San José
En 1999 retorna a San José jugando 10 partidos y anotando 5 goles. 

### Real Santa Cruz
El año siguiente es fichado por Real Santa Cruz jugando 16 partidos y anotando 3 goles.

### Retirada
Finalmente Roly se despidió del fútbol vistiendo la camiseta de San José el año 2001.

## Selección nacional
Ha sido internacional con la Selección de fútbol de Bolivia en 26 partidos entre 1985 y  1996.

### Participaciones en competiciones internacionales
| Copa              | Sede      | Resultado    | PJ | G |
| ----------------- | --------- | ------------ | -- | - |
| Copa América 1987 | Argentina | Primera fase | 2  | 0 |
| Copa América 1989 | Brasil    | Primera fase | 1  | 1 |

## Clubes

### Como jugador
| Club              | País    | Año         |
| ----------------- | ------- | ----------- |
| Blooming          | Bolivia | 1982 - 1989 |
| Real Santa Cruz   | Bolivia | 1990        |
| Orcobol           | Bolivia | 1991        |
| Blooming          | Bolivia | 1992 - 1994 |
| San José          | Bolivia | 1995 - 1996 |
| Oriente Petrolero | Bolivia | 1996 - 1997 |
| San José          | Bolivia | 1997 - 1998 |
| Real Santa Cruz   | Bolivia | 1999 - 2000 |
| San José          | Bolivia | 2000 - 2001 |

### Como entrenador
| Club     | País    | Año  |
| -------- | ------- | ---- |
| Blooming | Bolivia | 2018 |

## Palmarés

### Como jugador
Títulos nacionales
| Título           | Club     | Año  |
| ---------------- | -------- | ---- |
| Primera División | Blooming | 1984 |
| Primera División | San José | 1995 |
| Primera División | Blooming | 1998 |